# 主教座堂广场 (弗赖堡)
主教座堂广场（Münsterplatz）是德国弗赖堡中心区的一个广场，环绕在弗赖堡主教座堂周围。市立图书馆，历史商人大厅（Historisches Kaufhaus）Wentzinger House以及 Korn House都位于这个广场。人工街溪沿着广场的边缘流淌。

广场周边几乎所有的建筑都毁于1944年11月27日弗赖堡轰炸。

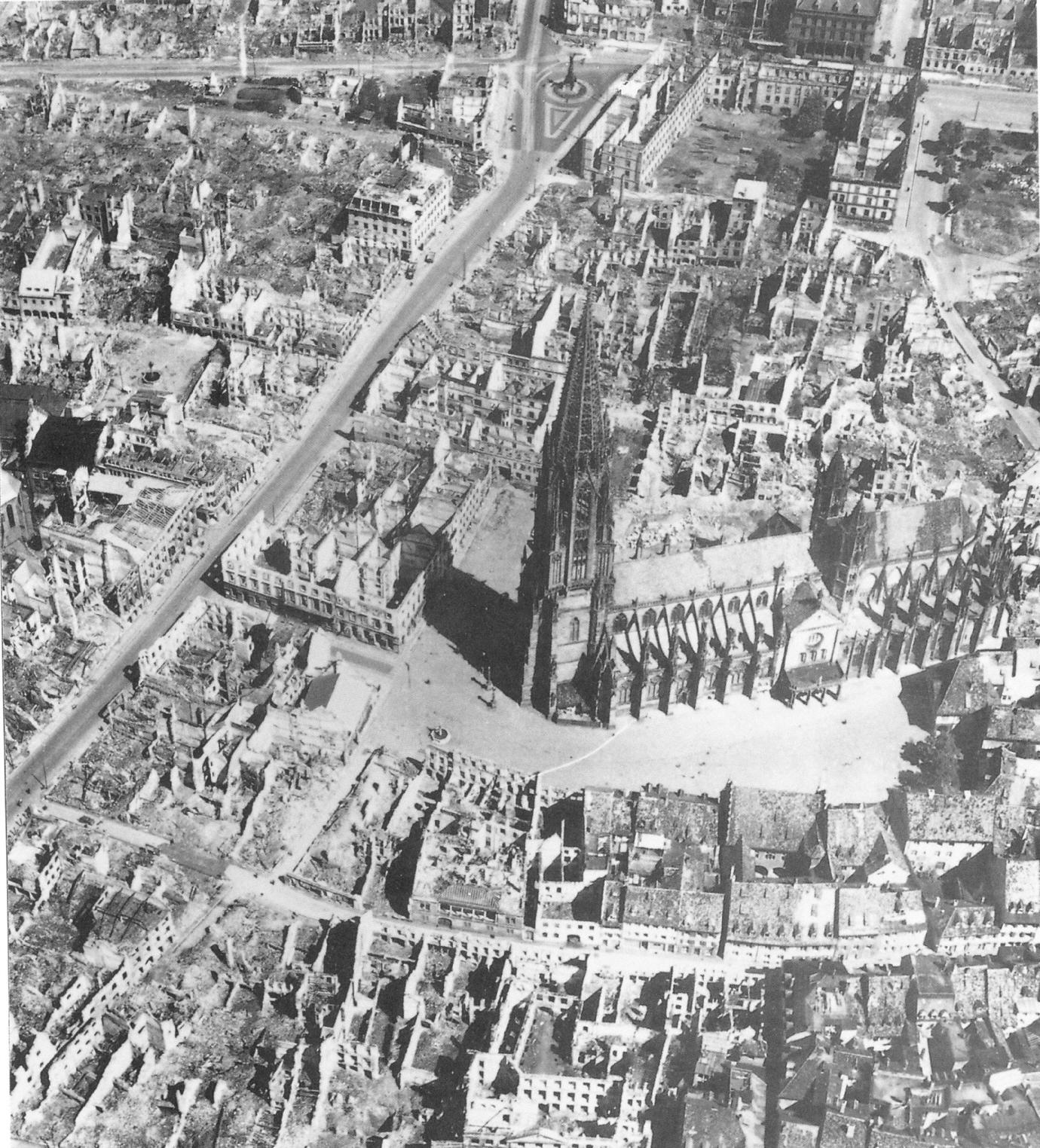

教堂庭院原本环绕着约1.60米高的围墙，在1785年拆除。广场北部在中世纪主要是墓地。昔日墓地小堂已在1752年拆除，其轮廓用鹅卵石标出。在1514年，公墓因为卫生原因搬迁到郊区小镇诺伊堡。从那时起，广场被用作一个市场，此前则位于约瑟夫皇帝大街。

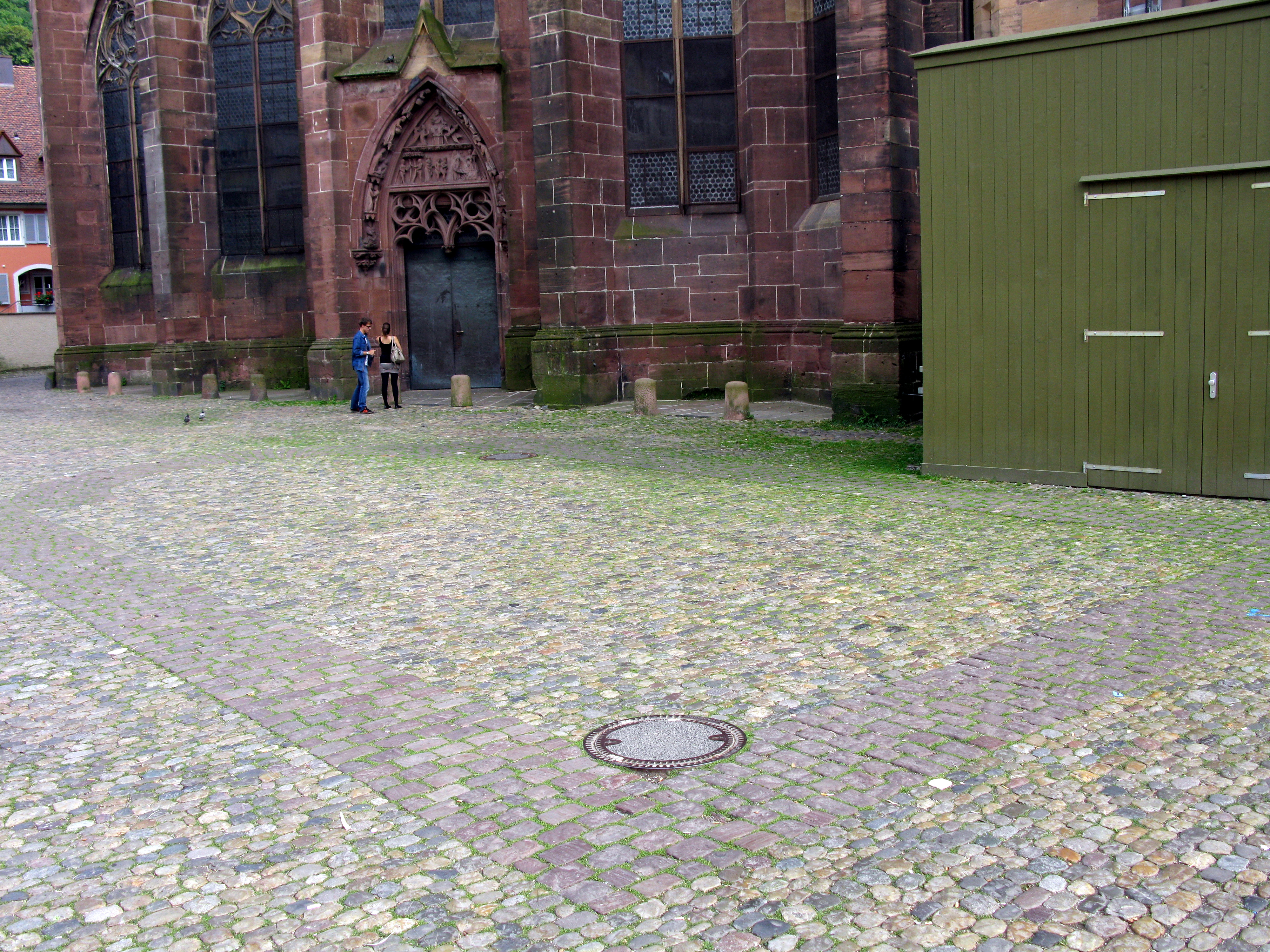

市场在所有工作日开放 - 只有一天例外：8月15日圣母升天瞻礼, 这是主教座堂的主保圣人。约有10000平方米，80〜180个市场摊位，出售杂货，工艺品和纪念品。北侧，所谓的农民市场，专门留给本地农场和他们的产品。在特殊场合，如弗赖堡葡萄酒节期间，一些摊位转移到周围的小巷乃至约瑟夫皇帝大街。对于该市的许多游客，弗赖堡主教座堂集市颇具吸引力。
在主教座堂大门前有三个黑死病柱，柱顶是圣母玛利亚以及两位主保圣人。在主教座堂广场上有一个以圣乔治命名的乔治喷泉（Georgsbrunnen）。